# Deutscher Tourismusverband
Der Deutsche Tourismusverband e. V. (DTV) ist der deutsche Dachverband kommunaler, regionaler und landesweiter Tourismusorganisationen mit Sitz in Berlin. Hauptzweck ist der Lobbyismus für den Tourismus in Deutschland. Der Verband ist unter anderem zertifizierend und koordinierend in  Bereichen des Qualitätstourismus tätig.
Zu den etwa 100 Mitgliedern zählen Landestourismusorganisationen, Stadtstaaten sowie regionale Tourismusorganisationen. Ferner sind Städte, alle kommunalen Spitzenverbände sowie fördernde Mitglieder – darunter ADAC und Deutsche Bahn AG – vertreten.

## Organisation
Der Verband ist föderal aufgebaut und hat ordentliche und fördernde Mitglieder.

### Präsidium und Vorstand
Das vierköpfige Präsidium ist Teil des Vorstands des Deutschen Tourismusverbandes. Der Vorstand legt die Strategie des Verbandes fest und bereitet Beschlüsse und Entscheidungen für die Mitgliederversammlung vor. Der Vorstand wird alle vier Jahre durch die Mitgliederversammlung gewählt. Am 6. November 2015 erfolgte die Wahl für die laufende Legislaturperiode.

#### Präsident
Reinhard Meyer

### Arbeitsgruppen
Bis 2018/19 gab es folgende 4 Fachausschüsse:
- Camping und Caravaning
- Mobilität
- Nachhaltiger Tourismus
- Qualitätsinitiativen im Tourismus[4]

Im Zuge der Verbandsstrategie 2025 wurde die Überführung der Fachausschüsse in folgende 3 Arbeitsgruppen beschlossen:
- Tourismuspolitik
- Qualität und Kundenorientierung
- Zukunftsentwicklung

### DTVS GmbH
Seine wirtschaftliche Geschäftstätigkeit hat der Verband seit 1970 in einer 100-prozentigen Tochtergesellschaft, der DTVS GmbH, ausgegliedert. Diese führt in erster Linie Klassifizierungen, Zertifizierungen und weitere Qualitätsprojekte sowie die Eigenveranstaltungen im Auftrag des DTV durch und erwirtschaftet so eigene Einnahmen. Weitere Finanzquellen des DTV sind Mitgliedsbeiträge sowie spezifische Projektmittel der Bundesregierung. Zur Durchführung fachspezifischer Projekte erhält der DTV zeitlich befristet und projektbezogen Fördermittel aus den jeweiligen Bundesministerien, vor allem aus dem Bundesministerium für Wirtschaft und Energie.

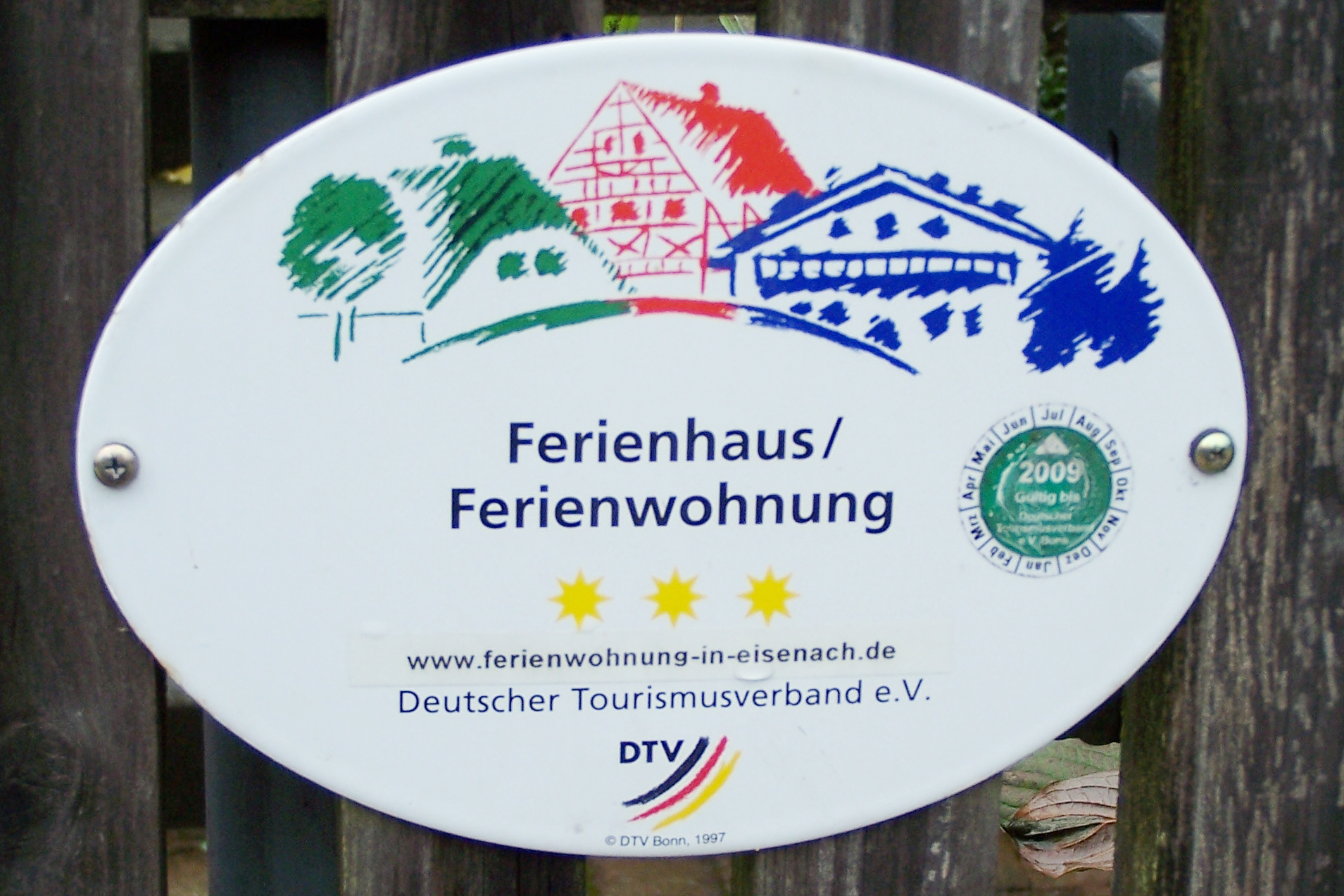
Plakette des DTV an einem zertifizierten Ferienhaus in Eisenach.

Die DTV Service GmbH setzt sich das Ziel der „Förderung eines zukunftsfähigen Qualitätstourismus in Deutschland“. Dafür führt sie die DTV-Klassifizierung von Ferienunterkünften, von Campingplätzen und seit 2021 auch von Unterkünften der Kategorie "Sondertyp", zum Beispiel von Tiny Häusern, durch. Daneben zertifiziert die DTV Service GmbH auch Touristinformationen, um ein deutschlandweit einheitliches Qualitätssiegel für diese zu schaffen.
Weiterhin ist die DTV Service GmbH Koordinator des innerbetrieblichen Qualitätsmanagementsystems „ServiceQualität Deutschland“. Dieses Qualitätsmanagementsystem ist auf deutsche Dienstleistungsbetriebe zugeschnitten und zielt auf einen verbesserten Service. Seinen Mitgliedern bietet der DTV weitere Dienstleistungen: Dazu gehören unter anderem die Beratung in Rechtsfragen sowie Musterverträge und Rahmenabkommen.

## Tourismuspolitik
Der Verband fordert die Verbesserung politischer Rahmenbedingungen für Akteure im Deutschlandtourismus. Er setzt sich für den Ausbau und die Pflege kommunaler und regionaler touristischer Infrastruktur ein. Z.B. fordert der Verband eine Umgestaltung der Sommerferienregelung, um die Ferienregionen gleichmäßiger auszulasten. Er fordert eine bessere Koordinierung der Ferientermine und eine Gesamtferienzeit von 90 bis 92 Tagen im Sommer. Weiterhin gehört auch die Sicherstellung der Finanzierung touristischer Aufgaben zu den politischen Zielen. Im Hinblick auf eine im Koalitionsvertrag vereinbarte nationale Tourismusstrategie hat der Verband ein Anforderungspapier mit 10 konkreten Handlungsfeldern vorgelegt.
Der Verband ist nicht verantwortlich für das Außenmarketing der Destination Deutschland (Einwerbung ausländischer Gäste). Diese Aufgabe übernehmen die Mitglieder des DTV sowie die Deutsche Zentrale für Tourismus.

## Geschichte
1902 wurde die Vorläuferorganisation „Bund Deutscher Verkehrsvereine“ gegründet. Der DTV hat bei der Gründung der Deutschen Zentrale für Tourismus in Frankfurt am Main (1948) und des Deutschen Seminars für Tourismus in Berlin (1961) mitgewirkt. Bis zu seiner Umbenennung 1999 führte er die Bezeichnung „Deutscher Fremdenverkehrsverband“. 2012 erfolgte ein Umzug des Verbands von Bonn nach Berlin. Im Juni 2019 hat Claudia Gilles nach 22 Jahren die Geschäftsführung des Deutschen Tourismusverband e. V. an Norbert Kunz übergeben.